# هاينرش كرول
هاينرش كرول (بالألمانية: Heinrich Kroll)‏ هو طيار مقاتل ألماني، ولد في 3 نوفمبر 1894 في Sörup ‏ في ألمانيا، وتوفي في 21 فبراير 1930 في غيزتاخت في ألمانيا بسبب ذات الرئة.